# Neil Morrissey
Neil Morrissey, född den 4 juli 1962 i Stafford, är en brittisk skådespelare.
Morrissey är känd bland annat för att ha spelat rösten till Byggare Bob. Han har även spelat huvudrollen som Tony i Hopplösa typer. I TV-serierna Love Rat och Finders Keepers spelade han en av huvudrollerna som Pete Walters respektive Marin Stone.

## Filmografi (i urval)
- 1992–1998 – Hopplösa typer (TV-serie)
- 1997–2011 – Byggare Bob (TV-serie)
- 2004–2005 – Carrie & Barry (TV-serie)
- 2018 – Saknad, aldrig glömd (TV-serie)
- 2020 – Penance (TV-serie)
- 2024 – Love Rat (TV-serie)
- 2024 – Finders Keepers (TV-serie)